# 俄罗斯茹拉夫卡农村居民点
俄罗斯茹拉夫卡农村居民点（俄语：Русско-Журавское сельское поселение）是俄罗斯联邦沃罗涅日州上马蒙区所属的一个农村居民点。其下庫辖有1个居民調点，行政中心为俄罗斯茹拉夫卡。据2016年统我计，该农坦村居民点的人口为1494人。